# 徒歩所要時間
徒歩所要時間（とほしょようじかん）は、不動産関係の広告で、表示される物件から鉄道駅などの公共交通施設まで歩いてかかる時間のこと。不動産の表示に関する公正競争規約施行規則で算出基準が定められている。

## 概要
「不動産の表示に関する公正競争規約施行規則」第５章　表示基準　第10条「物件の内容・取引条件等に係る表示基準」(8)(9)(10) において、以下のように定められている。
分速80メートル（4.8 km/h）
「徒歩による所要時間は、道路距離80メートルにつき1分間を要するものとして算出した数値を表示すること」と定められている。
分速80メートルという基準は、「健康な女性がハイヒールを履いて歩いた時」の歩行速度を元にしている。当初は単純に100メートル当り1分で検討されていたが、「女性にも適用できる現実的な基準を」と再考されこの数字となった。一般には実測平均分速が80.3メートルとなっていることから採用されたといわれているが、実際には1963年（昭和38年）に公正取引委員会でルールを策定する際に女性職員の1人に廊下を歩かせたときの速度を元にしている。
1分未満の端数は切り上げ
「1分未満の端数が生じたときは1分として計算すること」と定められている。したがって、距離が820メートルの場合、820/80 = 10.25分 = 10分15秒 → 11分 となる。また、駅前の物件であって道路距離が80メートル未満の場合、「駅から徒歩0分」ではなく、「駅から徒歩1分」と表示しなければならない。
道路距離をもとに計算
直線距離ではなく、道路に沿って測定した距離（道路距離）をもとに計算する。
起点・着点は最も近い地点
「団地（一団の宅地又は建物をいう。以下同じ。）と駅その他の施設との間の距離又は所要時間は、それぞれの施設ごとに、その施設から最も近い当該団地内の地点を起点又は着点として算出した数値を表示すること」と定められている。したがって、駅から団地までの場合、その駅から団地内の最も近い地点までの道路距離で計算し、団地内での平面及び高さ方向の移動時間は含まれない。また、駅側に関しても、駅前から改札口やプラットホームまでの時間は含まれない。
信号・歩道橋・坂道など
車両通行量が多い道路や鉄道などを越えるために、歩道橋、地下道や踏切などを経由するときは、それを経由するために余分に歩く距離を含める必要がある。なお、信号待ちや坂道などは時間に換算しなくてもよいことになっている。
通常は住宅地図などの距離から算出されるので、実際の所要時間は実地で歩いてみなければわからないことがある。